# Manglabites

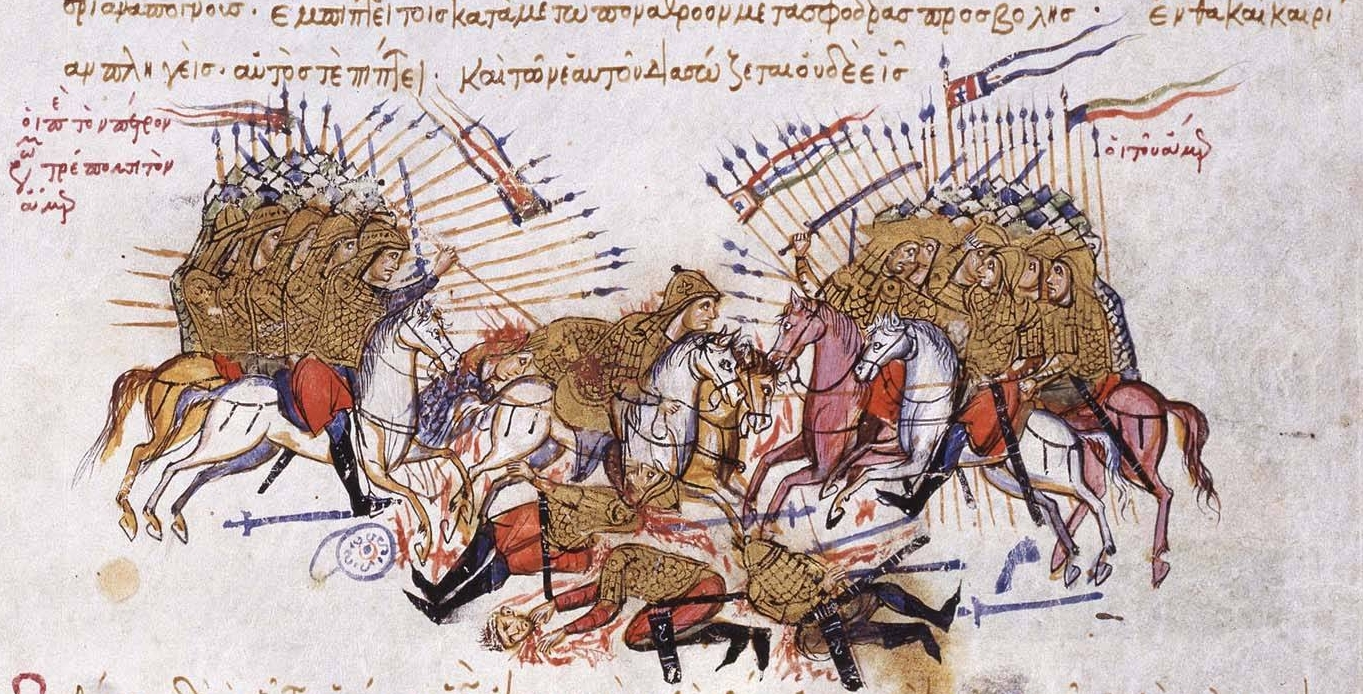
Affrontement entre Byzantins et Arabes à la bataille de Lalakaon (863)

Les manglabites ou manglavites (en grec μαγ[γ]λαβίται, manglabitai ; sing. μαγ[γ]λαβίτης, manglabitēs) étaient un corps de garde dans l'Empire byzantin.

## Histoire
Leur nom dérive du terme manglabion (μαγγλάβιον, « gourdin »), qui désignait également le corps lui-même. Son origine est sujette à débat : selon une théorie, il vient de l'arabe mijlab (« fouet »), et selon une autre, du latin manus (« main ») et clava (« gourdin »).
Les manglabitai apparaissent au IXe siècle alors qu'ils sont, avec l’Hetaireia, responsables de la sécurité de l'empereur. Armés d'épées, ils le précédaient lors des cérémonies et étaient chargés de l'ouverture de certaines portes du palais impérial chaque matin. Le manglabitēs était d'extraction et de statut relativement bas, souvent même analphabète, mais le commandant, le prōtomanglabitēs (πρωτομαγγλαβίτης, « premier manglabitēs ») ou epi tou manglabiou (ἐπί τοῦ μαγγλαβίου, « responsable du manglabion »), était haut classé dans la hiérarchie impériale en raison de sa proximité avec l'empereur.
En tant que corps de garde impérial, les manglabitai semblent avoir disparu à la fin du XIe siècle, mais il existe des sceaux attestant de « manglabitai de la Grande Église » (c.-à-d. le patriarcat de Constantinople) du XIe au XIIIe siècle.
Le manglabitēs probablement le plus célèbre fut le roi Harald III de Norvège, qui reçut ce titre en reconnaissance de son service dans la garde varangienne durant les années 1030.